# ナスリハブ
ナスリハブ（Nashrihab）は、古代都市ハトラ（現在のイラク北部のニーナワー県モースルの南西約100km）の統治者。

## 略歴
ナスリハブはハトラを治めた地方総督。ナスリハブは、その息子ナシュルの多くの碑文から知られており、西暦120年から125年頃まで統治していた。
ナスリハブは彼より以前に君臨していたElkudの息子である可能性が高い。